# Johanna Pas
Johanna Marleen Pas (Antwerpen, 1969 – aldaar, 22 juni 2023) was een Vlaams queer-activiste, dichter en vertaler. De gedichten van Pas werden gepubliceerd in verscheidene bloemlezingen en literaire tijdschriften.
Pas hanteerde een heldere parlando-stijl, die echter vaak misleidend werkt. Vervreemding en het rusteloos zoeken naar een identiteit zetten de gedichten onder spanning.

## Biografie
Pas identificeerde als non-binair. Ze baatte van 2016 tot 2022 de queer-boekhandel "Kartonnen Dozen" in Antwerpen uit. De naam refereerde aan de gelijknamige roman van Tom Lanoye. 
Ze stierf op 22 juni 2023 aan de gevolgen van teruggekeerde borstkanker, met uitzaaiingen naar lever en botten. Die diagnose werd gesteld bijna een jaar voor haar overlijden. In die korte periode realiseerde ze drie publicaties. 
In de bundel Was, of hoe ik mijn huid verloor (Poëziecentrum) geeft ze uitdrukking aan uiteenlopende stemmingen en inzichten die zich aandienen met het naderende einde. Samen met muzikant Lies Colman en fotograaf Koen Broos maakte ze het boek Voor mij alleen (Poëziecentrum). De drie kunstenaars lieten zich door de partituren van de jonggestorven Belgische componist Guillaume Lekeu (1870-1894) inspireren voor nieuw werk.
Pas stelde kort voor haar overlijden met een publiek optreden haar Tarot-poëziebundel Kringen op het tafelblad voor. De bundel bevat 55 kaarten met korte gedichten die elk een kaart uit de Tarot representeren. De onverwachteling (Poëziecentrum) verscheen in de week na haar overlijden. Eerdere bundels van Pas verschenen bij de queer-uitgeverij ‘t Verschil: Alleen met jou (2008), Soms gaan bomen staande dood (2010), De rug van een hand (2016) (onder het pseudoniem Violante Juarez Oliveira).
Pas was niet enkel schrijver, maar vertaalde ook werk van onder anderen Kate Tempest, Emma Donoghue, Jonathan Kemp en Lawrence Schimel.